# Alf (Fernsehserie)

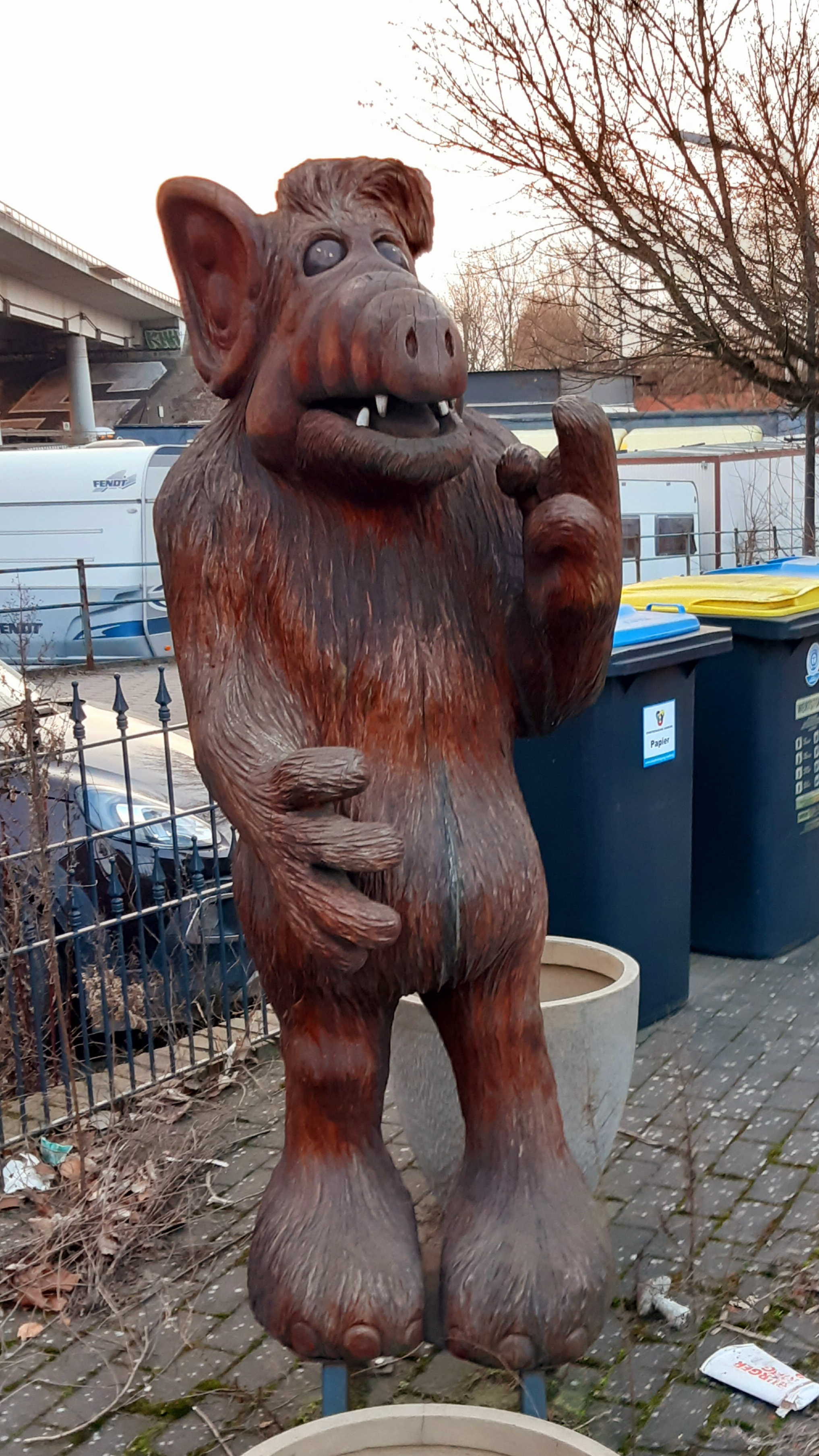
Holzskulptur in Hamburg-Heimfeld

ALF ist eine 102-teilige US-amerikanische Sitcom. Im Mittelpunkt steht ein gleichnamiger Außerirdischer, der mit einem Raumschiff in der Garage der Familie Tanner bruchlandet und anschließend vor den Behörden wie auch Nachbarn versteckt gehalten wird. Die Bedeutung der Abkürzung ALF wird in der ersten Folge genannt: engl. Alien Life Form oder in der deutschen Übersetzung „Außerirdische Lebensform“.

## Ausstrahlungsnotizen und Wiederholungen
In den Vereinigten Staaten wurde die Serie das erste Mal am 22. September 1986 mit anfänglich großem Erfolg auf dem Sender NBC ausgestrahlt. Nach vier Staffeln lief am 24. März 1990 die letzte Folge Die Entscheidung (Original-Titel: Consider Me Gone) im US-amerikanischen Fernsehen. In Deutschland strahlte das ZDF von Anfang 1988 bis Frühjahr 1991 insgesamt 100 Episoden aus. Die beiden Episoden der Doppelfolge Tonight, Tonight, in der Alf die Moderation von Johnny Carsons Tonight Show übernimmt, wurden in Deutschland bislang nur im Rahmen der dritten Staffel am 25. Juni 2010 untertitelt auf DVD veröffentlicht.
Es folgten zwei Zeichentrickserien für Kinder sowie der Spielfilm Alf – Der Film.

## Inhalt
Die Hauptfigur der Serie ist der Außerirdische Gordon Shumway, zumeist nur Alf genannt, vom Planeten Melmac.
Nach dem Absturz seines Raumschiffs in die Garage der Familie Tanner, einer US-amerikanischen Durchschnittsfamilie, bleibt er bei der Familie und wird vor der Öffentlichkeit verborgen. Die Tanners, bestehend aus Vater Willie, Mutter Kate, den beiden Kindern Lynn (16–20 Jahre) und Brian (6–10 Jahre) und später noch dem jüngsten Kind Eric, leben in einem Haus in einem Vorort von Los Angeles, Kalifornien. Alfs Lieblingsbeschäftigungen sind Essen, Fernsehen und Faulenzen.
Gelegentlich werden neue Figuren in die Serie eingeführt, die Alf schließlich alle kennenlernen dürfen. Jedoch wird er vor den Nachbarn der Tanners stets aus Angst, diese könnten das Geheimnis seiner Existenz nicht bewahren, verborgen. Am Ende der Serie weiß gut ein Dutzend Menschen von der Existenz des Außerirdischen.
Ein besonders gutes Verhältnis hat Alf zu dem Nachbarsjungen Jake („In Dänemark würde man uns schon fast als Verlobte bezeichnen“, „nicht ganz wie ein Bruder, mehr als ein Freund“). Jake ist der Neffe der Ochmoneks, eines Ehepaars, das in unmittelbarer Nachbarschaft der Tanners wohnt. Bei jeder möglichen und unmöglichen Gelegenheit tauchen Raquel und Trevor Ochmonek bei den Tanners auf, um etwas auszuleihen oder zu schnorren, oder weil Alf einmal mehr etwas bei ihnen zerstört hat (was regelmäßig einer der Tanner-Familie auf sich nehmen muss). Meist haben die Tanners Mühe, Alf rechtzeitig vor den beiden zu verstecken. Der Ausspruch „Alf! In die Küche!“ beziehungsweise „…unter den Küchentisch!“ hat sich dabei zu einem Running Gag entwickelt.
Willies jüngerer Bruder Neal (in der 1. Staffel noch Rodney genannt) und Alf sind einander sehr sympathisch, dennoch muss Neal oft sehr unter den Unarten des Außerirdischen leiden. Kates Mutter Dorothy hingegen mag Alf nicht; die Abneigung beruht auf Gegenseitigkeit. Bill Daily, der als Roger aus der Serie Bezaubernde Jeannie bekannt ist, spielte die Rolle des Psychiaters Larry, eines Freundes Willies. Er versucht, die Verwicklungen im Tannerschen Familienleben aufzulösen, die durch Alfs Eskapaden entstanden sind. Zudem freundet sich Alf mit einer blinden jungen Frau, Jody, an, die jedoch nicht weiß, dass Alf ein Außerirdischer ist.
Alf telefoniert gerne und hat vom Fernsehmoderator bis zum Präsidenten nahezu alle wichtigen Persönlichkeiten an der Strippe, was oft weitreichende Konsequenzen nach sich zieht, die zumeist Willie auf sich nimmt, um Alf zu schützen. Willie wurde deshalb schon öfter festgenommen oder kurzzeitig inhaftiert. Außerdem bestellt Alf per Telefon Berge unnützer Waren, deren Bezahlung die Tanners regelmäßig in finanzielle Engpässe treibt. Zeitweise handelt er mit Wertpapieren und Kosmetika oder schaltet sich mit äußerst kontroversen Standpunkten in Fernsehtalkshows ein.
Mit zunehmender Zeit ging das anarchische Element der Serie zurück oder wurde von moralisierenden Episodenenden aufgehoben. Das Ende der Serie wurde offen gehalten. Alf wird beim Versuch, sich von einem Raumschiff abholen zu lassen, von den US-amerikanischen Behörden entdeckt und in der letzten Szene gestellt. Damit schließt die Serie ohne Hinweise auf einen Fortgang. Die letzte Folge war vom Drehbuchautor ursprünglich als Cliffhanger-Doppelfolge geplant, welche die vierte Staffel abschließen und die fünfte Staffel starten sollte. Der Spannungsbogen sollte so die beiden Staffeln verbinden. Die ursprünglich geplante fünfte Staffel von Alf wurde von NBC aber nicht mehr produziert, da die Serie wegen zuletzt sinkender Quoten nach der vierten Staffel abgesetzt wurde. Auch eine in Aussicht gestellte einmalige Sonder-Episode, die die Handlung auflöst, wurde nicht realisiert. Damit endet die Serie in dem offenen Ende einer halben Doppelfolge.
Der spätere Film knüpft hier an und findet ohne die Familie Tanner statt, während Alf unter Aufsicht des US-amerikanischen Militärs steht.

## Personen
Gordon Shumway alias Alf (* 28. Oktober 1756) ist der Protagonist dieser Serie, als auch der beiden Animationenserien Alf – Erinnerungen an Melmac und Alf im Märchenland, sowie dem Fernsehfilm Alf – Der Film. Er stammt vom Planeten Melmac, der explodierte, weil alle Bewohner gleichzeitig ihren Haartrockner einschalteten. Er wurde als ältestes Kind von Bob und Flo Shumway geboren, allerdings genau wie seine beiden jüngeren Geschwister Curtis und Augie als eheliches Kind, was auf Melmac als unmoralisch galt.
Den Namen „Alf“ erhält er von Willie: Als der Abgestürzte ohnmächtig auf dem Wohnzimmertisch der Familie Tanner liegt, meint Willie, „es ist ein Alf, eine außerirdische Lebensform“ (englisch Alien Life Form).
Nach eigenen Angaben ist er 95 cm groß und besitzt mehrere Mägen (je nach Auskunft sind es zwei bis acht, wobei er auch Ersatzmägen hat, die sich bei Bedarf öffnen) sowie vier Finger an jeder Hand. Sein Haarkleid hat eine rötlich-braune Färbung (je nach Folge sienabraun, ocker oder orange). Er hat keine besonderen Fähigkeiten, kann jedoch Stimmen imitieren. Er ist rhetorisch begabt und selten um eine pointierte Bemerkung verlegen. Gelegentlich handelt er egoistisch, ein anderes Mal ist er sehr um das Wohl der Familienmitglieder bemüht, meint es gut, macht aber dann das Falsche. Zudem führt sein Verhalten immer zu Irritationen, wenn er Feiertagsbräuche auf Melmac mit den Feiertagsbräuchen auf der Erde verwechselt. So zersägt er zum Beispiel den Weihnachtsbaum der Tanners, weil dies auf Melmac so üblich war. Seine Lieblingsspeise sind Katzen (auch gepresster Katzensaft), die auf Melmac als Delikatesse gelten sollen. So versucht er immer wieder Lucky (die Katze der Familie) zu verspeisen, was er aber nie wirklich umsetzt.
Da die Gefahr groß ist, dass er von den Behörden entdeckt und dann zu Forschungszwecken in einem Labor eingesperrt wird, wird Alf ständig von den Tanners versteckt. Nur ein ausgewählter Personenkreis, der sich im Laufe der Serie erweitert, darf ihn sehen. Er leidet sehr unter seiner Einsamkeit, daher muss die Familie Tanner auch mehrmals einen Psychologen zu Hilfe rufen.
Seine große Liebe heißt Rhonda. Diese entkam mit Alfs Freunden Skip und Rick Fusterman ebenfalls der Explosion ihres Heimatplaneten. Zweimal versucht sie vergeblich Alf von der Erde abzuholen. Beim ersten Mal verzichtet er auf eine Rückkehr zu ihr, zugunsten seines Lebens bei der Familie Tanner, beim zweiten Versuch in der letzten Folge wird er von der Alien Task Force aufgegriffen, kurz bevor er von seinen Freunden an Bord geholt werden kann.
William Francis „Willie“ Tanner (in der deutschen Synchronisation von Alf öfters neckisch Wilhelm, Willibald, o. ä. genannt) ist der treusorgende Familienvater der Familie Tanner. Er hat das College besucht, wo er seine spätere Frau Kate kennenlernte und Sozialwissenschaft studierte. Er arbeitet als Beamter beim Sozialamt von Los Angeles. Im Laufe der Serie erhält er eine Beförderung, später eine leitende Position beim Sozialamt von San Diego, jedoch gefällt ihm dieser Job nicht, und er geht wieder zurück zu seiner alten Stelle.
Willie ist ein ruhiger, gebildeter und vielseitig interessierter Mann. Als junger Erwachsener trampte er einige Zeit als Hobo durch das Land und nahm Jobs als Aushilfskellner an, wo er die junge Linda Evans kennenlernte (2.9., Reise durch die Nacht). Während seines Soziologie-Studiums an der UCLA war er, wie seine spätere Frau Kate, Anhänger der Hippie-Bewegung und besuchte gemeinsam mit ihr das legendäre Woodstock-Festival (3.10, Ein Hippie namens Willie). Er ist Hobbytüftler, Funkamateur, betreibt eine Modelleisenbahnanlage in seiner Garage (zu sehen z. B. in 2.9., Reise durch die Nacht), spielt Klavier und interessiert sich für Kunst und Theater. Der einzige, der ihn wirklich aus der Reserve lockt, ist Alf, so dass er gelegentlich wütend wird. Hauptkonfliktpunkte sind Unordnung (Willie ist sehr pedantisch) und Alfs unnütze Anschaffungen, die er meist über Willies Kreditkarte abwickelt.
Dennoch ist er die Hauptbezugsperson für Alf und um diesen sehr besorgt.
Katherine Daphne „Kate“ Tanner (geborene Halligan) ist die Mutter der Familie Tanner. Sie hat das College besucht, wo sie ihren späteren Mann Willie kennenlernte, und dort das Fach Kunstgeschichte studiert. Am Anfang der Serie ist sie Hausfrau, da sie wegen ihrer Kinder aufhörte zu arbeiten. Im Laufe der dritten Staffel, als Willie wegen eines Streiks nicht arbeiten darf, sucht sie sich wieder eine Stelle als Immobilienmaklerin und behält diese auch in der Zeit, in der sie mit ihrem dritten Kind Eric schwanger ist. Kate und Alf haben im Laufe der Serie viele Differenzen. So gibt Kate schon in der ersten Staffel, nachdem es so aussieht, als würde Alf die Familie Tanner wieder verlassen, nachdem er Kontakt zu seinen Freunden herstellen konnte und diese ihn abholen wollen, zu, dass sie ihm gegenüber „gemischte Gefühle“ hatte. Kate ist eine gewissenhafte Hausfrau und mag es nicht, wenn ihr irgendjemand in die Führung des Haushaltes hineinredet. Deshalb gerät sie in der ersten Staffel mit ihrer Mutter Dorothy aneinander. Kate ist ruhig, aber gelegentlich sarkastisch.
Lynn Tanner ist das älteste Kind der Familie Tanner. Zu Beginn der Serie ist sie eine 16 Jahre alte Schülerin. Später besucht sie das College und hat dort einige Orientierungsschwierigkeiten, weil sie sich für kein Hauptfach entscheiden kann. Nachdem sie zwischen Kunstgeschichte und Sozialwissenschaften hin- und hergerissen ist, vertagt sie schließlich diese Entscheidung. Lynn ist ruhig und höflich. Anfangs ist sie ein typischer Teenager, mit verschiedenen Wünschen, wie z. B. für ein eigenes Auto, ein eigenes Telefon usw., und trifft sich regelmäßig mit Jungs. Zu Anfang der Serie ist sie Alf gegenüber fast uneingeschränkt solidarisch und verständnisvoll. In der ersten Staffel verliebt sich Alf sogar ein wenig in sie und ist zunächst enttäuscht darüber, dass Lynn seine Gefühle nicht erwidert. Beide klären aber schließlich miteinander, dass es doch besser sei, Freunde zu bleiben. Im Laufe der Serie gerät sie aber immer wieder mit ihm aneinander, vor allem dann, als er sich gegen ihren Willen in ihre Angelegenheiten einmischt. Bis auf eine Ausnahme, in der über eine Woche Funkstille herrscht, vertragen sich beide aber immer wieder miteinander, weil sie sich doch mögen.
Brian Tanner ist das zweitälteste Kind der Familie Tanner. Zu Anfang der Serie ist er sechs Jahre alt und Schüler. Brian ist höflich und freundlich und mag Alf sehr gerne. Auch Alf ist ihm gegenüber fürsorglich und hilfsbereit. So versucht er Brian zu helfen, als dieser verprügelt wird, oder unterstützt ihn erfolgreich, als er vor einer Schulaufführung Lampenfieber hat und nicht auftreten möchte.
Eric Tanner ist das jüngste Kind der Familie Tanner und kommt gegen Ende der dritten Staffel zur Welt. Alf hat auf das Baby eine positive Wirkung. So schafft er es zum Beispiel immer, den Kleinen zum Lachen zu bringen, ihn zu beruhigen oder beim obligatorischen „Bäuerchen“ zu helfen.
Neal Tanner ist Willies jüngerer Bruder, der in der letzten Staffel auftaucht, als er mit seinem Wohnmobil für eine Zeitlang auf dem Grundstück der Tanners lebt, nachdem seine Frau Marguarete ihn verlassen hatte. Neal war in der Zeit seiner Ehe mit einem Türengeschäft selbstständig, das er aber nach der Scheidung aufgibt, um ein völlig neues Leben zu beginnen. Nach einer Weile findet er eine neue Wohnung und erhält von der Vermieterin eine Anstellung als Hausmeister, obwohl er handwerklich ungeschickt ist. Alf kann ihn zunächst nicht leiden, da er von den Tanners zu Anfang versteckt wird, später beschließen sie jedoch, die beiden einander vorzustellen, weil Alf wütend darüber ist, über einen solch langen Zeitraum auf dem Dachboden zu leben. Beide verstehen sich gut und, nachdem Alf und Willie in Streit geraten, zieht Alf sogar bei ihm ein. Allerdings ist Neal nach kurzer Zeit mit Alf, der sich rücksichtslos verhält, so überfordert, dass er ihn schließlich wieder bittet, auszuziehen. Im weiteren Verlauf der vierten Staffel taucht auch Neals Frau Marguarete auf. Beide verlieben sich erneut ineinander und fahren nach Las Vegas, um dort erneut zu heiraten. Durch das Zutun von Alf stellt Neal jedoch schließlich fest, dass er Marguerete, nach allem was passiert ist, nicht mehr liebt. Beide beschließen aber, Freunde zu bleiben.
Dorothy Halligan ist Kates Mutter. Das Verhältnis der beiden ist anfangs angespannt, nachdem Dorothy eine längere Zeit bei den Tanners wohnt, da Kate glaubt, als schlechte Hausfrau angesehen zu werden. In einer Nacht provoziert Alf ein Zusammentreffen mit Dorothy. Zunächst hat Dorothy Angst vor ihm, später zeigt sie ihm sehr offen gegenüber ihre Abneigung und ist beleidigend. Da Alf ebenfalls nicht auf den Mund gefallen ist, liefern sich beide bei diversen Zusammentreffen verbale Schlagabtausche. Alf kann sich auch keinen Kommentar verkneifen, wenn ein Gespräch in der Serie auf Kates Mutter kommt. Dennoch versucht Alf, Dorothy zu helfen, indem er vorgibt, Kontakt ins Jenseits zu ihrem verstorbenen Mann aufnehmen zu können, der sie dann trösten soll. Dies geht jedoch schief und Dorothy bemerkt den Betrug. Wirkungsvoller ist, dass Alf sie im Laufe der Serie mit Whizzer Deaver zusammen bringt, den sie später auch heiratet.
Whizzer Deaver ist der Lebensgefährte und spätere Mann von Kates Mutter Dorothy. Er ist Jazzmusiker und spielt Klarinette. Dorothy ist ihm gegenüber zunächst kratzbürstig, obwohl sie ihn mag. Sie ist noch nicht über den Tod ihres ersten Mannes hinweg. Dank Alfs Hilfe kommen beide zusammen und heiraten. Whizzer und Alf treffen nur ein einziges Mal aufeinander, als Whizzer sich ein Bier holen möchte und, ohne dass es Willie verhindern kann, in die Küche läuft, wo sich Alf versteckt. Whizzer ist zuerst fasziniert, aber beide empfinden nicht so recht Sympathie füreinander, weil sich Whizzer durch Alf genervt fühlt.
Trevor Ochmonek ist der etwas verschrobene Nachbar der Tanners. Trevor ist einerseits hilfsbereit, so leiht er zum Beispiel Willie oftmals seinen Wagen. Andererseits ist er aber auch aufdringlich und besucht oftmals die Tanners wegen irgendwelcher Belanglosigkeiten, setzt sich, wenn die Familie beim Essen ist, an den Tisch und bedient sich ungefragt. Die Tanners müssen Alf vor den Ochmoneks verstecken. Ungeklärt bleibt, ob er berufstätig oder in Rente ist. Er nahm als Flieger am Koreakrieg teil (1.26, Der blinde Passagier), wo er durch Schrapnellbeschuss verletzt wurde und aus dem aktiven Dienst schied. Zunächst lebte er mit seiner Frau Raquel in New York City, bevor sie gemeinsam wegen der ausufernden Kriminalität im „Big Apple“ nach Los Angeles zogen. Die beiden fallen durch ihre recht geschmacklose Kleidung auf; ihr Haushalt ist ziemlich chaotisch und nicht so wohlgeordnet wie bei den etwas spießigen Tanners.
Raquel Ochmonek ist Trevors Ehefrau. Sie ist auch hilfsbereit, aber das oftmals nur, weil sie ihre Neugier befriedigen möchte. Auch vor ihr muss Alf versteckt werden. Einmal kommt es zu einer kurzen Begegnung zwischen beiden, worauf Raquel panisch reagiert, Flugblätter verteilt und die Behörden informieren möchte. Schließlich wird ihr mithilfe des Fernsehens glaubhaft gemacht, dass Alf die Erde wieder verlassen hat.
Jake Ochmonek ist der Neffe von Trevor und Raquel. Er wohnt bei den beiden, weil sein Vater im Gefängnis sitzt. Auch Jake hat zu Beginn Tendenzen, auf die schiefe Bahn zu geraten. Als er eines Nachts in die Garage der Tanners einbricht und deren Teleskop stehlen möchte, trifft er auf Alf, vor dem er zunächst große Angst hat. Als sich die beiden kennenlernen und Alf ihn bittet, niemandem etwas von ihm zu verraten, werden beide schließlich Freunde. Da er handwerkliches Geschick besitzt, repariert er regelmäßig Elektrogeräte oder Autos.
Jody ist Alfs Freundin. Er lernt sie in einer Radiosendung per Telefon kennen, da er sich sehr einsam fühlt. Beide möchten sich sehr gerne treffen, was aufgrund der Tatsache, dass Alf sich nicht in der Öffentlichkeit zeigen darf, sehr schwierig ist. Er reist schließlich verkleidet mit Willies Hut und Mantel unter Lynns Hilfe zu ihr. Da Jody erblindet ist, weiß sie nicht, dass Alf ein Außerirdischer ist, und wundert sich nur darüber, warum Alf so klein ist und immer denselben „alten Pullover“ anhat. Im Verlauf der zweiten Staffel zieht Jody, die aus ihrer Wohnung musste, für kurze Zeit bei den Tanners ein. Alf ist darüber so glücklich, dass er sie gar nicht mehr gehen lassen möchte und immer wieder die Zeitungen mit Wohnungsanzeigen verschwinden lässt, was durch Willie allerdings unterbunden wird. Nachdem Jody eine Wohnung gefunden hat, zieht Alf bei ihr ein, um ihr zu Anfang zu helfen. Da dies jedoch am Ende in ziemliches Chaos ausartet, bittet ihn Jody wieder auszuziehen, da er ihr jetzt genug geholfen habe. Jody taucht ein letztes Mal bei einer Überraschungsfeier für Alf im Hause der Tanners auf.
Dr. Lawrence „Larry“ Dykstra ist Psychiater und ein guter Freund von Willie. Willie sucht ihn auf, weil er sich von Alf völlig überfordert fühlt. Beide werden bei einem Essen miteinander bekannt gemacht. Larry berät daraufhin die Familie Tanner oft in psychologischen Fragen mit Alf, so zum Beispiel, als dieser sich eine Bauchrednerpuppe bestellt und anfängt, Teile seiner Persönlichkeit in diese Puppe auszulagern.

## Ableger
Neben den Zeichentrickserien Alf – Erinnerungen an Melmac (OT: ALF: The Animated Series, 1987) und Alf im Märchenland (OT: ALF Tales, 1988) wurden die Fernsehfilme ALF Loves a Mystery (1987) und 1996 Alf – Der Film (OT: Project: ALF, der in Deutschland als Kinofilm anlief) produziert. Alf – Der Film setzt die Handlung der Serie, die in der letzten Folge der vierten Staffel mit einem Cliffhanger endete, fort. Im Film kommt jedoch die Familie Tanner nicht vor, da die Schauspieler der Serie nicht mehr zur Verfügung standen und auf eine Neubesetzung der Rollen verzichtet wurde, womit ein wichtiger Bezugspunkt zur Fernsehserie fehlt. Dies gilt als ein Grund, weshalb der Film unter den Fans der Serie heute nur geringe Beliebtheit erfährt und auch überwiegend mittelmäßige Kritiken bekam.
Außerdem wurden in Deutschland mehrere Hörspiele herausgebracht, die kein Pendant innerhalb der Fernsehserie hatten, also als Erweiterung oder Ableger derselben angesehen werden können. Hier ist einerseits die dreiteilige Reihe ALF: Gute-Nacht Geschichten zu nennen, in der Alf frühere Erlebnisse mit seiner Großmutter schildert. Zum anderen erschienen mehrere Geschichten im Remus-Verlag, die von Tommi Piper als Alf erzählt werden und während dessen Zeit bei den Tanners spielen (Alf fällt ins Haus, Alf im Ferienlager, Alf spielt Detektiv, Super-Alf).
Zudem erschienen in Deutschland insgesamt fünf von Rainer Büttner geschriebene Bücher, deren einzelne Kapitel die Episoden der Serie zusammenfassten.
Die erste Wiedererweckung erfuhr Alf 2002 in Werbespots für einen amerikanischen Telefonanbieter, in welchen er mit bekannten amerikanischen Schauspielern auftrat. 2004 war Alf in den Vereinigten Staaten mit einer eigenen Talkshow zu sehen (ALFs Hit Talk Show).
2012 gab es Meldungen, dass Sony Pictures eine Neuverfilmung als Kinofilm plane, in der ALF als computeranimierte Figur zu sehen sein sollte. Von diesem Projekt wurde seitdem jedoch nichts mehr gehört.
Im August 2018 verkündete Warner Bros. Television, an einer Neuauflage der Serie zu arbeiten, doch im November desselben Jahres wurde die Einstellung des Projekts bekannt, nachdem sich kein Interessent hierfür fand.

## Musik
1988 gelangte das Lied Stuck On Earth in die Charts.
Der deutsche Synchronsprecher von Alf konnte die Popularität der Serie nutzen, um mit Alfs deutscher Stimme ebenfalls Musiktitel zu veröffentlichen. Neben offiziellen Veröffentlichungen unter dem Titel Tommi Piper singt ALF entstand auch das Lied Houseparty von „F.L.A. (The Voice: Tommi Piper)“, in dem Alfs Name bewusst ausgelassen wird (Textauszug: „Hallo, hier ist … hier ist … na ihr wisst schon wer“).
Die Titel der Episoden sind im englischen Original allesamt Namen von Musikstücken.

## Alfs Technik und Synchronisation
Sofern Alf komplett zu sehen ist und herumläuft, wurde er von dem kleinwüchsigen Schauspieler Michu Meszaros in einem entsprechenden Kostüm dargestellt. Meist ist nur ALFs Oberkörper als Handpuppe zu sehen. Sie wurde von drei Puppenspielern kontrolliert: Paul Fusco, Produzent der Serie, steuerte die linke Hand und den Mund und ist im amerikanischen Original die Stimme von Alf. Die anderen zwei Puppenspieler steuerten die andere Hand und die Mimik. Die Szenen, in denen die Puppe oder das Kostüm verwendet wurden, können auseinandergehalten werden, da beispielsweise die Köpfe leicht unterschiedliche Proportionen aufweisen. Mit Fortschreiten der Serie wurde auf den Einsatz des Ganzkörperkostüms mehr und mehr verzichtet, weil es wegen der Studioscheinwerfer im Innern des Kostüms schnell unerträglich heiß wurde.
Die Serie besteht schon wegen der komplizierten technischen Voraussetzungen fast ausschließlich aus Innenszenen, die Dreharbeiten hierfür fanden in den Studios der heutigen Sony Pictures Entertainment (bis zur Übernahme durch Sony 1989: Columbia Pictures Entertainment Inc.) in Culver City, Los Angeles County statt. Die reale Vorlage für das Haus der Tanners, ein L-förmiges, 1926 im Tudorstil errichtetes Gebäude (das nur in den Zwischentiteln von außen zu sehen ist) stand bis zu seinem Abriss 2012 in Brentwood, 708, Moreno Avenue.
Während es in den USA üblich ist, für das Fernsehen produzierte Sitcoms live vor Publikum aufzuzeichnen, wurde Alf mit Lachern aus der Konserve unterlegt, da für die Dreharbeiten kein Publikum anwesend sein konnte. Dies ist zum einen der aufwendigen Bühnenkonstruktion zuzuschreiben, denn überall musste Platz für die Puppenspieler sein, die auch ständig ihre Position wechseln mussten. Zum anderen lag das daran, dass Alfs Erfinder nicht wollte, dass die Illusion Alf zerstört wurde. So trat Alf auch mehrmals in US-amerikanischen Late-Night-Programmen als Gast auf, ohne dass die Puppenspieler für das anwesende Publikum zu sehen gewesen wären. Eine solche Arbeitsweise hätte sich für eine Sitcom nicht umsetzen lassen.
Die Dialoge wurden aus dem Englischen von Siegfried Rabe fürs deutsche Fernsehen übersetzt. Es wurde darauf geachtet, in Deutschland unbekannte Fernsehsendungen und Personen durch bekannte zu ersetzen. Dabei wurden aber auch bekannte Personen – häufig stark sinnverfälschend – ersetzt, so beispielsweise Sergeant (Feldwebel) Schultz aus Hogan’s Heroes (Ein Käfig voller Helden/Stacheldraht und Fersengeld) durch Professor Brinkmann aus der Schwarzwaldklinik, Roseanne Barr durch Miss Piggy und Zarah Leander, Milton Berle durch Shirley Temple, Marvin Hamlisch durch Brigitte Bardot, Zsa Zsa Gabor durch „Rasenmäher“, Lieutenant Uhura durch „Mrs. Spock“, Gaddafi durch Maggie Thatcher und die deutsche Automarke Porsche durch die italienische Ferrari.
Populär wurde die Serie beim deutschsprachigen Publikum durch die Besetzung der Sprecherrolle mit Tommi Piper als Stimme von Alf. Piper, schon länger als Schauspieler und Synchronsprecher tätig, erlangte zur Zeit der Erstausstrahlung einen enormen Bekanntheitsgrad. In der französischen Synchronfassung übernahm Roger Carel die Stimme von Alf, der in Frankreich bereits als Originalstimme aus den Verfilmungen der Asterix-Comics populär war.
| Name                 | Rolle                              | Schauspieler | Synchronsprecher                                                               |
| -------------------- | ---------------------------------- | --- | ------------------------------------------------------------------------------ |
| Alf (Gordon Shumway) | Außerirdischer vom Planeten Melmac | Paul Fusco (Puppenspieler, Alfs Originalstimme) Lisa Buckley und Bob Fappiano (Puppenspieler) Michu Meszaros (Schauspieler für Ganzkörperaufnahmen) | Tommi Piper (Alfs deutsche Synchronstimme) Kai Wulff (DVD-Nachsynchronisation) |
| Willie Tanner        | Familienvater und Sozialarbeiter   | Max Wright | Niels Clausnitzer                                                              |
| Kate Tanner          | Willies Frau                       | Anne Schedeen | Helga Trümper                                                                  |
| Lynn Tanner          | Kates und Willies Tochter          | Andrea Elson | Madeleine Stolze (Folge 1–52) Christin Marquitan (Folge 53–102)                |
| Brian Tanner         | Kates und Willies ältester Sohn    | Benji Gregory | Dirk Meyer                                                                     |
| Eric Tanner          | Kates und Willies jüngster Sohn    | Charles Nickerson |                                                                                |
| Trevor Ochmonek      | Tanners Nachbar                    | John LaMotta | Norbert Gastell                                                                |
| Raquel Ochmonek      | Tanners Nachbarin                  | Liz Sheridan | Marianne Wischmann                                                             |
| Jake Ochmonek        | Trevors Neffe                      | Josh Blake | Manou Lubowski                                                                 |
| Neal Tanner          | Willies Bruder                     | Jim J. Bullock | Christian Tramitz                                                              |
| Dorothy Halligan     | Kates Mutter                       | Anne Meara | Ingeborg Lapsien                                                               |
| Whizzer Deaver       | Mann von Kates Mutter              | Paul Dooley | Manfred Erdmann                                                                |
| Jody                 | Alfs blinde Freundin               | Andrea Covell | Anita Höfer Susanne von Medvey                                                 |
| Larry                | Psychologe                         | Bill Daily | Harald Dietl Alexander Allerson                                                |

## Gastauftritte
Im Laufe der Serie gab es immer wieder Gastauftritte bekannter Schauspieler, so etwa Marcia Wallace, der späteren Originalstimme der Simpsons-Figur Edna Krabappel als Brians Schuldirektorin Mrs. Lyman in 1.22 (Bühne frei für Spargelspitzen) und 1.24 (Brians Sternstunde), Elisha Cook als Willies Onkel Albert in Folge 2.16, Anne Ramsey als Ethel Buttonwood in Folge 2.20 (Ein Widersacher auf vier Beinen), Ted Raimi, als Julius, ein Bestattungsunternehmer in 4.13, Die Hawaii-Party, Casey Kasem als er selbst in 4.14, Es war einmal ein Komiker, Fran Drescher in der Rolle von Roxanne, Brians späterer Ehefrau, einer Mafiapatin in 4.18, Blendende Aussichten, Dan Castellaneta, der späteren Originalstimme von Homer Simpson als Steve Michaels, Manager eines Konzerns mit fragwürdiger Umweltpolitik in 4.21, Der Umweltschützer.
Bemerkenswert ist Folge 2.02, Reif für die Insel, eine Crossover-Episode mit Gilligans Insel, bei der die Stars der Sitcom aus den 1960er-Jahren in ihren jeweiligen Rollen auftreten: Bob Denver als Gilligan, Alan Hale junior als Skipper, Russell Johnson als Professor und Dawn Wells als Mary Ann Summers.
Entsprechend dazu hatte Alf einen Gastauftritt in dem von Funny or Die hergestellten Satirefilm Donald Trump's The Art Of The Deal: The Movie aus dem Jahre 2016. Dort tauchte Alf u. a. als Gast bei der Hochzeit von Donald Trump (gespielt von Johnny Depp) und Ivana Trump (gespielt von Michaela Watkins) im Jahre 1977, 9 Jahre vor der Premiere der Serie, auf. Paul Fusco spielte wieder Alf und übernahm seine Stimme. Seine Frau Linda, die technische Beraterin der Serie war, bediente ebenfalls die Puppe.

## Hörspiele
Bei Karussell erschienen zeitgleich zur Fernsehausstrahlung Hörspielkassetten mit der Original-Synchronisation. Bei dieser wurden die aufgesetzten Lacher entfernt und dafür eine Musikuntermalung und eine Sprecherin als Erzählerin eingesetzt, die in bestimmten Situationen das Fernsehbild beschreibt – ab Folge 12 übernahm diesen Part der Sprecher Michael Harck. Zudem fehlen einige Dialoge. Insgesamt erschienen in der Hörspielserie 43 Kassetten und zwei unter dem Titel „Weihnachten mit ALF“. Jedoch wurden zwei Folgen der dritten sowie acht Folgen der vierten Staffel nicht als Hörspiel umgesetzt. Somit wurden 90 der 100 in Deutschland ausgestrahlten Episoden als Hörspiel veröffentlicht. Mit 45 Kassetten ist ALF die bisher umfangreichste Hörspielumsetzung von TV-Originalaufnahmen.
Im März 2005 erschienen 4 Wiederveröffentlichungen als CD mit jeweils 2 TV Folgen aus unterschiedlichen Staffeln.

## Auszeichnungen
- Deutschland: Goldene Schallplatte[16]
  - 4× Gold
  - 6× Platin

## Hörspielindex
| - 01 Hallo, da bin ich Die Nacht, in der die Pizza kam - 02 Katzenjammer Großer Mann, was nun? - 03 Parasit mit Puderquaste Ganz im Vertrauen - 04 Fröhliche Ferien Bühne frei für Spargelspitzen - 05 Ein Mädchen namens Rhonda Eifersucht nach Noten - 06 Der Sprung in die Tiefe Die Spritztour - 07 Wenn Schwiegermutter kommt Die Fernsehfamilie - 08 Der Ausreißer Mit den besten Wünschen aus dem Jenseits - 09 Das Fenster zum Garten Ein Käfig für den Narren - 10 Der blinde Passagier Schulden und Sühne - 11 Der Rollentausch Der Kammerjäger und die Kakerlake - 12 Gestatten, mein Name ist Schlegel Teil 1 Gestatten, mein Name ist Schlegel Teil 2 - 13 Der Schönheitswettbewerb Reif für die Insel - 14 Ein Schock für's Leben Anwalt in eigener Sache - 15 Paradies für Flitterwöchner Der Junge von nebenan | - 16 Eine Reise durch die Nacht Der Traumkandidat - 17 Das Kostümfest Die Untermieterin - 18 Ein Widersacher auf vier Beinen In der Kutte des Büßers - 19 Auf Verbrecherjagd Teil 1 Auf Verbrecherjagd Teil 2 - 20 Der Geist aus der Flasche Paules Puppenspieler - 21 Die Beförderung Nebenjob gesucht - 22 Auge um Auge Der Schritt in die Öffentlichkeit - 23 Schluckauf Marke Melmac Onkel Albert - 24 Stets zu ihren Diensten Zur besten Sendezeit - 25 Rendezvous gefälligst Blick zurück nach vorn - 26 Nachbarschaftshilfe Reden ist Blech - 27 Der mysteriöse Fremde Teil 1 Der mysteriöse Fremde Teil 2 - 28 Ein Hippie namens Willie Auf neuen Wegen - 29 Cousin Blinky Der Zauberlehrling - 30 Der Zeuge im Netz Ein Fall für Drei | - 31 Ein Baby auf Probe Ich und der King - 32 Erpresser am Telefon Der Liebesdiener - 33 Der Pechvogel Zwischen zwei Stühlen - 34 Der Herr der Ameisen Bangemachen gilt nicht - 35 Die Erde bebt Der Geburtshelfer - 36 Eric, wo bist du? Wie gewonnen, so zerronnen - 37 Ein Seelenkundler für den Hausgebrauch Ein schwieriger Patient - 38 Die Hawaii-Party Es war einmal ein Komiker - 39 In letzter Minute Genie und Wahnsinn - 40 Der Jodelpriester Blendende Aussichten - 41 Die Seniorenparty Auf Schatzsuche - 42 Der Umweltschützer Die Wolfshungerdiät - 43 Umzugsfreuden Die Entscheidung - 44 Weihnachten mit Alf – O Tannerbaum Weihnachten mit Alf – Brians Sternstunde - 45 Weihnachten mit Alf – Wenn der Weihnachtsmann kommt |
| Anmerkungen: 1. | | |

Nicht erhältlich als Hörspiel sind die Folgen:
Staffel 3
- Mutter Langfinger
- Der Tramp

Staffel 4
- Mr. Universum
- Der Heiratsschwindler
- Im Baumwollrausch
- Bruder Neal
- Darf ich bekannt machen …
- Alles für die Katz’
- Ungebetene Gäste
- Männerwirtschaft

2005 veröffentlichte Karussell noch einmal vier CDs mit insgesamt acht Folgen der Serie, wobei hier keine Reihenfolge eingehalten wurde.
CD 1
- Hallo, da bin ich
- Die Nacht, in der die Pizza kam

CD 2
- Die Hawaii Party
- Es war einmal ein Komiker

CD 3
- In letzter Minute
- Genie und Wahnsinn

CD 4
- Umzugsfreuden
- Die Entscheidung

Ebenso wurden mehrere Folgen der Zeichentrickserie Alf – Erinnerungen an Melmac in einer Hörspielfassung herausgebracht. Unabhängig von den Fernsehserien produzierte man außerdem noch drei Hörspielkassetten mit Gute-Nacht-Geschichten, in denen Alf (wie in der Fernsehserie gesprochen von Tommi Piper) aus seiner Kindheit von Erlebnissen mit seiner Großmutter erzählt.

## Veröffentlichung auf VHS, DVD und im Internet
Ende der 1980er Jahre erschienen einige Folgen auf VHS-Kassetten. Die Veröffentlichung der Serie auf DVD verzögerte sich in Deutschland lange; hauptsächlich aufgrund von Urheberrechtsstreitigkeiten mit der Titelmusik. Diese konnten aber gelöst werden und sie ist nun in der Originalversion auf den DVDs zu hören.
Warner Home Video hat alle vier Staffeln zwischen 2009 und 2010 auf DVD veröffentlicht. Man griff dabei auf die ungekürzten Original-Masterbänder aus den USA zurück. In der ersten Staffel fehlt jedoch trotzdem eine Szene aus Ganz im Vertrauen, in der das Lied Christmas Don’t Be Late von den Chipmunks gespielt wurde und in der zweiten Box ist die Episode Reif für die Insel nur in einer um 2 Minuten gekürzten Fassung enthalten. Ferner unterscheidet sich der Vorspann dieser Folge durch eine leicht gekürzte Fassung samt einer leicht abgewandelten Titelmelodie vom gängigen Vorspann.
Einige Szenen sind in Deutschland erstmals zu sehen: Die Langfolge Gestatten, mein Name ist Schlegel wurde 1988 vom ZDF für die Ausstrahlung im eigenen Vorabendprogramm in zwei Teile geschnitten und eine kurze Zusammenfassung am Beginn des zweiten Teils eingefügt. Für die zusätzliche Zeit der Zusammenfassung mussten an anderen Stellen Szenen entfernt werden; diese waren daher nicht synchronisiert worden. Diese Szenen wurden auf DVD, welche die originale Langversion der Folge enthält, mit anderen Sprechern neu synchronisiert. Dabei wurden allerdings auch Szenen mit neuer Synchronisation versehen, die bereits in der ZDF-Fassung mit den Originalsprechern vorlagen, da es sich um Rückblenden aus früheren Folgen handelte. Im Zweiteiler Auf Verbrecherjagd fehlte bisher ebenfalls eine kurze Sequenz, in der Alf die Fortsetzung in der nächsten Woche ankündigt. Auch hier wurde neu synchronisiert; wiederum teilweise Sätze, die bereits mit den ursprünglichen Sprechern vorhanden waren.
In den Vereinigten Staaten erschien die Serie – im Gegensatz zu Deutschland – nur in einer stark gekürzten Syndication-Fassung auf DVD, was bei Fans große Empörung ausgelöst hat. Der Herausgeber rechtfertigt die Kürzungen mit der für eine DVD-Veröffentlichung zu schlechten Qualität des Original-Filmmaterials und den zu hohen Kosten für die Restaurierung. In Kanada hingegen erschien eine Sonder-DVD namens The ALF Files, welche drei der fünf Doppelfolgen ungekürzt und in tadellosem Bild und Ton beinhaltet, darunter auch die Johnny-Carson-Doppelfolge, die nie in Deutschland zu sehen war. Ferner gibt es auf der DVD einen Audiokommentar mit Paul Fusco und Alf zu hören.
Der Alf-Film erschien 1999 auf DVD.
Die Serie wird seit März 2024 auf YouTube und Twitch angeboten, wobei die Folgen hier nicht einzeln abrufbar sind, sondern in einem dauerhaften Livestream in Rotation gezeigt werden.

## Ähnliche Werke
Die Idee, einen Außerirdischen in den Kreis einer typisch amerikanischen Familie aufzunehmen, kommt auch in der animierten Serie American Dad (seit 2005) vor. Dort nimmt die Familie Smith das Alien Roger auf, nachdem dieser dem Familienvater Stan in Area 51 das Leben gerettet hat.
Große Ähnlichkeit weist die RTL-Sitcom Nicht von dieser Welt auf, in der Jochen Busse den Außerirdischen Yok verkörpert. Selbst die Geschichte der zusätzlichen Planeten im Sonnensystem (Brians Sternstunde) wurde dort in der Folge Der Konkurrent aufgegriffen.
Auch vor Alf gab es Comedyserien mit ähnlichem Thema: In Mein Onkel vom Mars (1963 bis 1966) lebt ein Außerirdischer bei einem Journalisten und in Mork vom Ork (1978 bis 1982) bei einer jungen Frau. In Steven Spielbergs Kinofilm E.T. – Der Außerirdische von 1982 versteckt ebenfalls eine Familie einen Außerirdischen vor den Behörden. Im Film Howard – Ein tierischer Held (1986) nimmt eine junge Frau eine außerirdische Ente auf.

## Sonstiges
- Die Bewohner von Melmac werden in einer Folge als Melmacer, in einer anderen als Melmacianer bezeichnet. Solche Inkonsistenzen tauchen in der Serie öfter auf: In der Folge Der Kammerjäger und die Kakerlake nennt Brian die Kakerlake nach Willies Bruder Rodney; später wird dieser unter dem Namen Neal eingeführt (in Eine Reise durch die Nacht erzählt Willie Alf, dass seine Eltern zwei Kinder haben, es muss sich also um dieselbe Person handeln). In einer Folge erwähnt Kate, dass sie ein Einzelkind sei, und in einer späteren Folge erzählt sie, dass Willie vor ihr mit ihrer Schwester zusammen gewesen sei.
- Während der Nahaufnahme von Benji Gregory im Vorspann der ersten beiden Staffeln der Serie kann man am linken Bildrand kurz das Ende der Bühnenkulisse sehen.
- Von 1996 bis 2004 spielte Alf in der Themenfahrt Gremlins Invasion in der Warner Bros. Movie World (heute Movie Park Germany) eine Rolle. Vor der eigentlichen Fahrt wurde den Gästen als Film der Dreh einer Alf-Folge gezeigt; dann wurde das Kino allerdings von Gremlins überfallen, mit Hilfe von Alf, der in der Fahrt mehrfach als Animatronic auftauchte, wurde scheinbar ein Ausweg aus dem Studio gesucht.
- Im Computerspiel XCOM: Enemy Unknown erwähnt Stationscommander Bradford einen Bericht, dass ein Raumschiff im Hinterhof einer Mittelklasse-Familie namens „Tanner“ abgestürzt sei und dass das XCOM-Team sich dieser Sache annehmen werde.[20]
- In der Serie Mr. Robot (Staffel 2, Folge 4) ist Alf für zwei kurze Momente zu sehen sowie in der Serie Young Sheldon (Staffel 2, Folge 11).[21]
- Referenzen an bzw. Parodien auf ALF finden sich unter anderem auch in mehreren Folgen von Die Simpsons, Family Guy und Robot Chicken.
- Die Düsseldorfer Rockband Ochmoneks benannte sich nach dem Nachbars-Ehepaar der Tanners, Raquel und Trevor Ochmonek.
- Gleichfalls benannte sich 1988 auch der Baseballverein BC Ochmoneks Lippstadt e. V. nach der Nachbarsfamilie.
- Wie auch bei einigen anderen US-Serien, z. B. Grey’s Anatomy und Supernatural, waren die Episodentitel im englischen Original nach bekannten Pop- und Rocksongs benannt.[22] In der deutschen Synchronisation wurde dies nicht übernommen.
- Die Adresse der Tanners ist 167 Hamdale (die es in Los Angeles, wo die Serie spielt, nicht wirklich gibt). Ihre Telefonnummer lautet 555-7787.
- Einige auf Alfs Heimatplaneten Melmac vorkommende Dinge tragen den Namen von Teammitgliedern der Serie hinter den Kulissen – so war der Namensgeber der Währung („Wernicks“) auf Melmac der Herstellungsleiter der Serie Sandy Wernick. Die „blutsaugenden Maden, die die Form des Opfers annehmen“, die „Jaffees“ (Folge „Der Kammerjäger und die Kakerlake“), bekamen ihren Namen vom ausführenden Produzenten der Serie, James M. Jaffee. Ein Feiertag auf Melmac, „Fappiano“ (Folge „Der mysteriöse Fremde“) wurde benannt nach einem von Alfs Puppenspielern, Bob Fappiano.
- Im Bundesland Rheinland-Pfalz gibt es eine Gemeinde namens Alf. Als die TV-Serie Ende der 1980er Jahre in Deutschland große Popularität genoss, wurden die Ortsschilder der Mosel-Gemeinde regelmäßig gestohlen. Um diesen Diebstahl einzudämmen, entschloss sich die Gemeinde, eigens dafür hergestellte Ortsschilder legal zu verkaufen.
- Es gibt eine deutsche zweiköpfige Punk-Rock-Band aus Kiel namens Gordon Shumway, die sich nach der Hauptfigur der TV-Serie benannte.[23]